# Crateras lunares

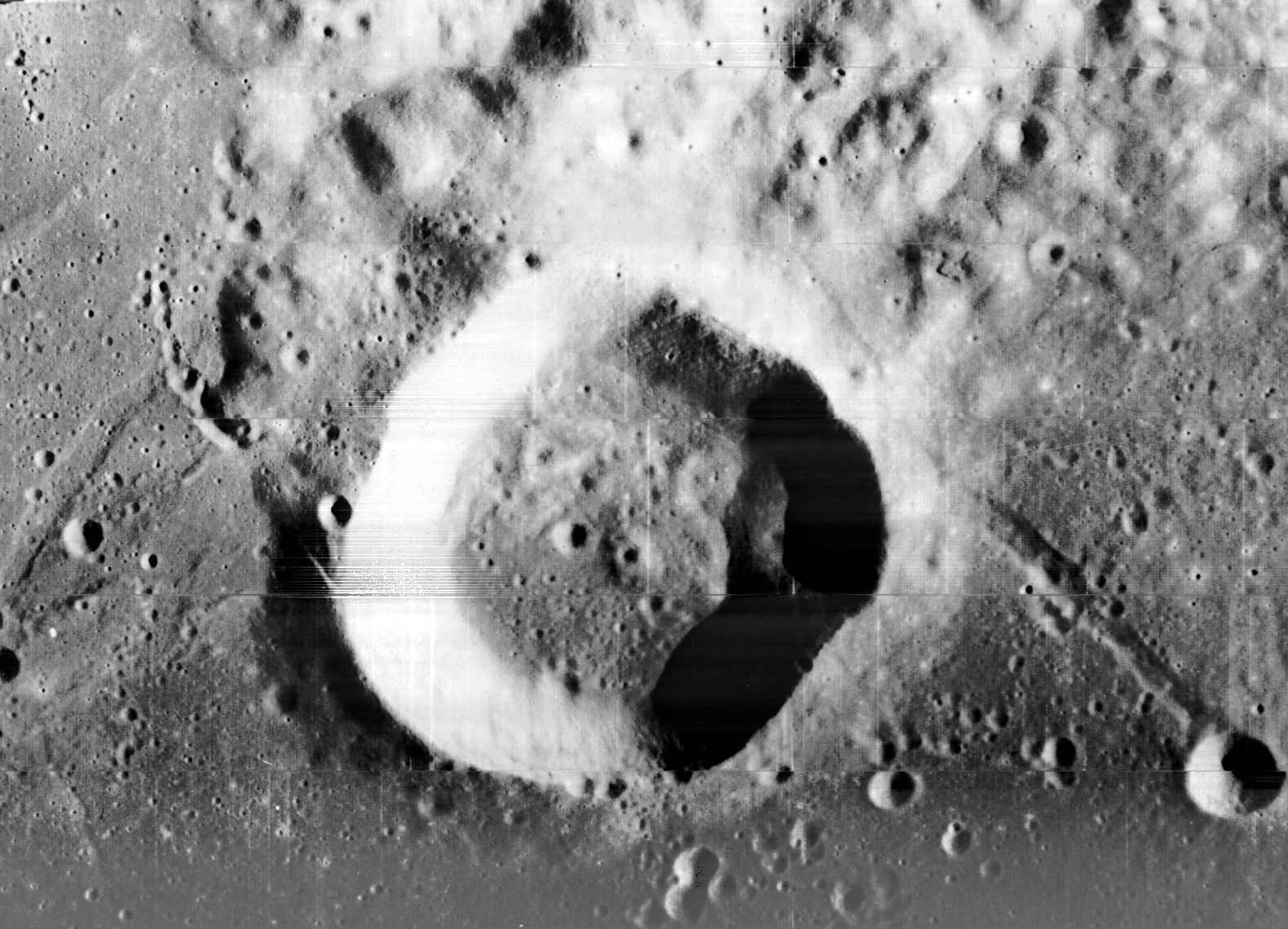
A cratera Webb, vista do Lunar Orbiter 1.
Várias pequenas crateras são vistas ao redor.

Crateras lunares são crateras no solo da Lua. A superfície da Lua é quase que completamente coberta de crateras, a maioria das quais formadas por grandes impactos.

## História

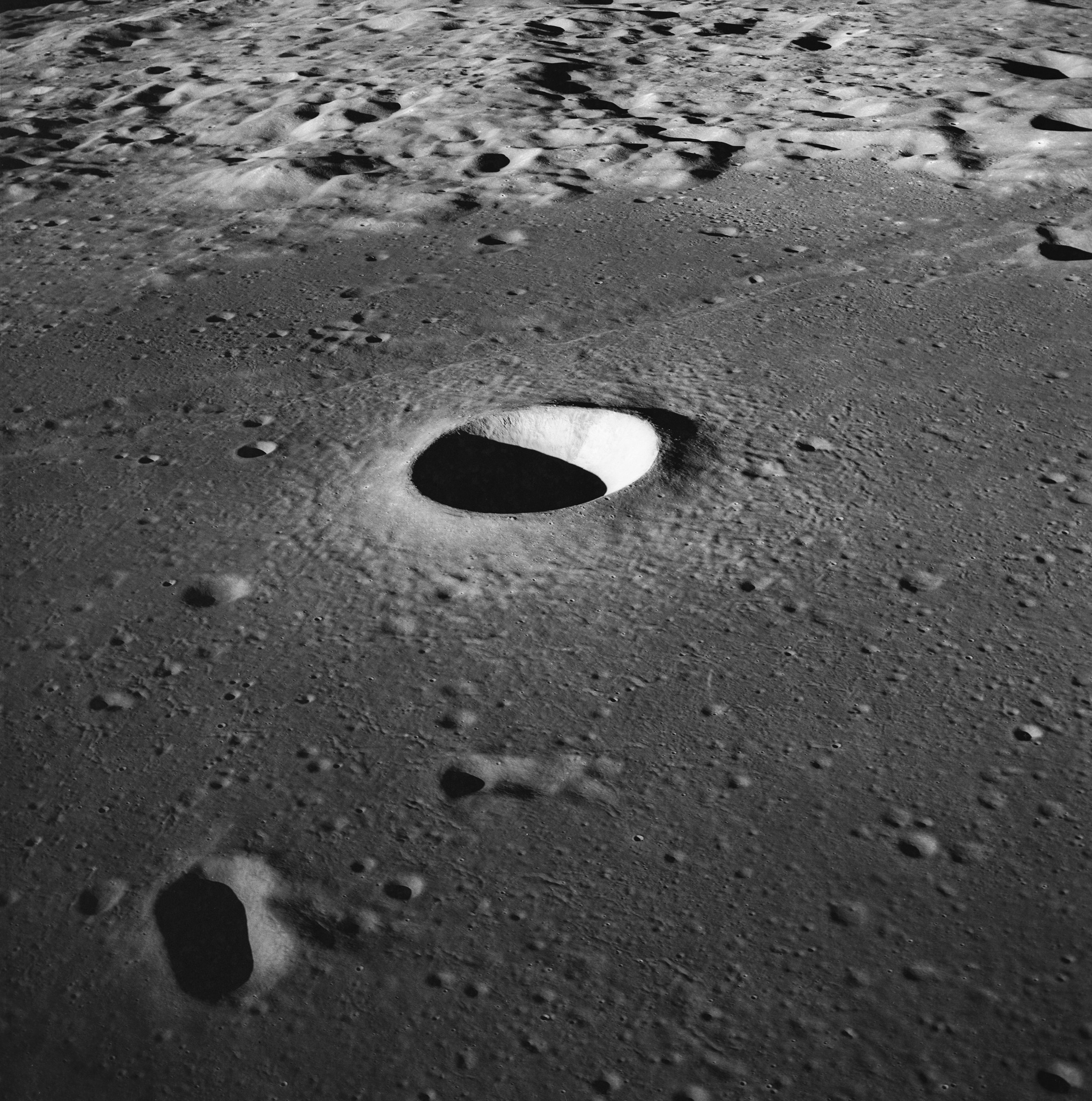
Vista lateral da cratera Moltke obtida da Apollo 11.

A palavra cratera foi adotada por Galileu a partir da palavra em grego κρατήρας, transl. kratí̱ras, que significa "vaso". Galileu construiu seu primeiro telescópio ao final de 1609, e o apontou para a Lua pela primeira vez em 30 de Novembro de 1609. Ele descobriu que diferente da opinião geral da época, a Lua não era uma esfera completamente lisa, mas na verdade possuía elevações e depressões em forma de xícara, essas últimas batizadas por ele como crateras.
A opinião científica sobre a origem das crateras mudou ao longo dos séculos. As principais teorias apresentadas foram:
- (a) erupções vulcânicas abrindo buracos na Lua
- (b) impacto de meteoros
- (c) uma teoria conhecida como Welteislehre proposta na Alemanha entre as duas guerras mundiais que sugeria que uma ação glacial havia criado as crateras.

### Crateras de impacto
Um importante processo geológico que afetou a superfície da Lua é a formação de crateras de impacto, com crateras formadas quando asteroides e cometas colidem com a superfície lunar. Estima-se que existam cerca de 300.000 crateras com mais de 1 km no lado mais próximo da Lua.
Ao contrário da Terra, ela não possui uma atmosfera para frear ou desintegrar os meteoros que se dirigem à sua superfície, fazendo com que esses corpos celestes atinjam o solo lunar com força total, causando buracos que variam conforme a dimensão e a forma de cada um.
Evidências coletadas durante o projeto Apollo e sondas não tripuladas no mesmo período provaram de forma conclusiva que impactos de meteoros ou asteroides foram a origem da maioria das crateras lunares, e por consequência, a maioria das crateras de outros corpos celestes também.

A formação de novas crateras é estudada no programa "Lunar Impact Monitoring Program" da NASA. A maior criação de cratera lunar causada por um impacto registrada, ocorreu em 17 de Março de 2013. A explosão, que foi visível a olho nu, acredita-se que tenha sido consequência da queda de um meteoroide de aproximadamente 40 kg, atingindo a superfície da Lua com velocidade de 90.000 km/h.

## Características
Devido à ausência de água e atmosfera e a ausência de placas teutônicas, existe muito pouca erosão na Lua, e a idade das crateras é estimada em mais de dois bilhões de anos. A idade das crateras maiores, é estimada usando o número de crateras contidas nelas, crateras mais antigas geralmente acumulam um maior número de pequenas crateras no seu interior.
As menores crateras conhecidas, são microscópicas, encontradas em rochas que foram trazidas da Lua. A maior cratera conhecida, possui 360 km de diâmetro, localizada próxima ao polo Sul lunar. No entanto, se acredita que muitos dos mares lunares foram formados por impactos gigantes, sendo as depressões resultantes preenchidas com lava.
Crateras típicas possuem algumas ou todas as seguintes características:
- uma área ao redor com material que foi expelido do solo quando a cratera se formou; ela é geralmente mais clara do que áreas mais antigas devido a exposição por menos tempo à radiação solar
- borda, a parte mais elevada do anel que estabelece os limites da cratera; constituído por material ejetado mas que caiu mais próximo do centro
- parede, também constituída por material ejetado, são as rampas que circundam a cratera
- piso, é uma área plana de solo mais fino dentro da cratera que ao longo dos anos acumula pequenas crateras
- pico central, encontrado apenas em algumas crateras e com diâmetro maior que 16 km; são geralmente consequência da conversão da energia cinética em calor derretendo e espirrando para cima o solo lunar.

## Categorização das crateras lunares
Em 1978, Chuck Wood e Leif Andersson do Lunar and Planetary Laboratory propuseram um sistema de categorização das crateras de impacto lunares.
Eles usaram como ponto de partida para análise amostras de um conjunto de crateras relativamente isentas de impactos subsequentes, então agruparam os resultados em cinco categorias que abrangiam cerca de 99% das crateras de impacto lunar.
As categorias de cratera LPC são:
- ALC — pequenas, em forma de xícara e com diâmetro de cerca de 10 km ou menos, e sem um piso plano central. O arquétipo para essa categoria é a 'Albategnius C'.
- BIO — similar à ALC, mas com pequenos pisos planos e diâmetro de cerca de 15 km. O arquétipo dessa cratera é a Biot.
- SOS — o piso interior é grande e plano, sem pico central. As paredes internas não são no formato de terraços. O diâmetro geralmente fica entre 15 e 25 km. O arquétipo dessa cratera é a Sosigenes.
- TRI — essa categoria abrange crateras bastante grandes cujas paredes internas desmoronaram em direção ao piso. O diâmetro varia de 15 a 50 km. O arquétipo dessa cratera é a Triesnecker.
- TYC — nessa categoria estão as crateras maiores que 50 km, com paredes internas no formato de terraços e pisos relativamente planos. Elas geralmente possuem picos centrais relativamente grandes. O arquétipo dessa cratera é a Tycho.

Quando o diâmetro ultrapassa 100 ou 200 km, o pico central da categoria TYC desaparece e elas passam a ser consideradas como bacias.
A partir de 2009, o Dr. Nadine Barlow da Northern Arizona University começou a converter os dados do modelo de Wood e Andersson sobre crateras de impacto lunares para o formato digital.
O Dr. Barlow também está criando uma base de dados similar a de Wood e Andersson, exceto que a dele vai incluir todas as crateras de impacto com diâmetro maior ou igual a 5 km, e é baseada nas imagens da superfície lunar obtidas pela sonda Clementine.
O programa Moon Zoo, parte do projeto Zooniverse, pretende usar o conceito de ciência cidadã para mapear o tamanho e a forma do maior número de crateras possível usando dados da sonda Lunar Reconnaissance Orbiter da NASA.

## Localização das maiores crateras
Os pontos vermelhos nessas imagens indicam a localização das crateras do lado visível da Lua.

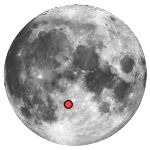
Albategnius
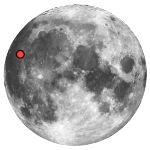
Aristarchus
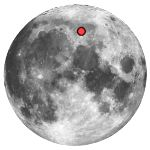
Aristoteles
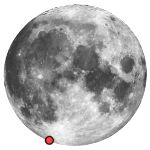
Bailly
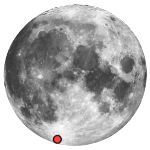
Clavius
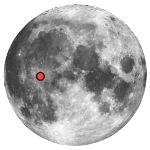
Copernicus
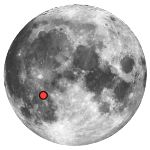
Fra Mauro
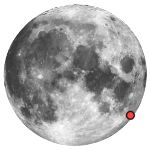
Humboldt
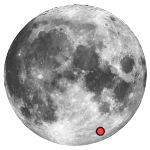
Janssen
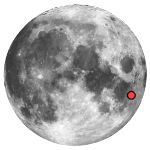
Langrenus
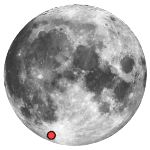
Longomontanus
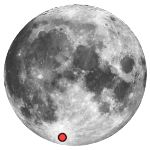
Maginus
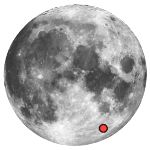
Metius
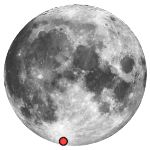
Moretus
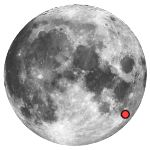
Petavius
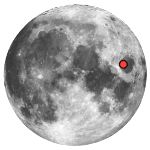
Picard
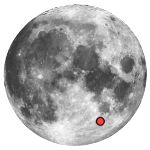
Piccolomini
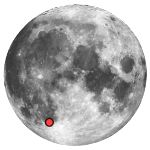
Pitatus
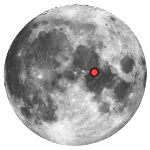
Plinius
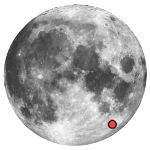
Rheita
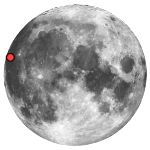
Russell
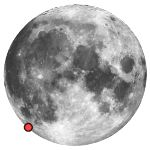
Schickard
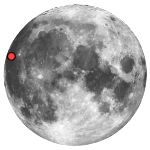
Seleucus
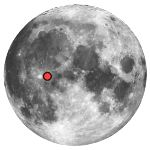
Stadius
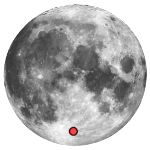
Stöfler
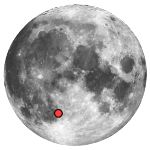
Thebit
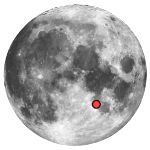
Theophilus
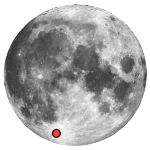
Tycho
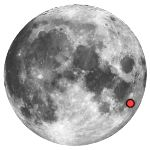
Vendelinus
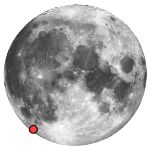
Wargentin